# 六人部広道
六人部 広道（むとべ の ひろみち）は、奈良時代の人物。姓は連。官位は越後介・外従五位下。

## 出自
六人部氏は六人部の伴造氏族で、『新撰姓氏録』によると、平安右京・山城国・摂津国・河内国を本拠地としていた。また、和泉国には渡来系の六人部連も存在している。

## 経歴
称徳朝の神護景雲3年（769年）10月、天皇の河内国由義宮行幸に際し、河内三立麻呂・高安伊可麻呂らとともに正六位上から外従五位下に叙せられている。
光仁朝では、越後介・出雲介と地方官を歴任し、さらにほどなくして役職を村国子老に譲り、越後介に再任されている。

## 官歴
『続日本紀』による。
- 時期不詳：正六位上
- 神護景雲3年（769年） 10月30日：外従五位下
- 宝亀2年（771年） 7月23日：越後介
- 宝亀5年（774年）3月5日：出雲介。6月22日：越後介